# Micractiniaceae
Micractiniaceae é uma Família de algas da ordem Chlorococcales.